# Ачаны
Ачаны (кит. 阿昌族, пиньинь Āchāng Zú) — малый народ в Китае, численность которого составляет 27 700 человек (оценка). Проживают ачаны в провинции Юньнань.

## Язык
Говорят на ачанском языке лоло-бирманской ветви тибето-бирманских языков сино-тибетской языковой семьи. Существуют три диалекта: Лянхэ, Лунчуань и Луси. Долгое время проживали рядом с национальностями хань и дай, поэтому говорят по-китайски или на языке национальности дай. У ачан нет своей письменности, обычно они используют китайские иероглифы или письменность дай.

## Религия
В районах, где проживают ачаны, распространён буддизм Тхеравады.

## Место обитания
Живут в пров. Юньнань, в уездах Лунчуань, Лянхэ, Луси автономного округа Дэхун народностей тай и цзинпо, а также в уезде Лунлин. Группа сино-тибетской семьи, испытала сильное влияние тайского, в последние годы — китайского языков.
В первые века н. э. предки ачанов жили на северо-западе современной провинции Юньнань. В XIII веке переселились и осели: одна группа на терр. совр. уезда Лунчуань, другая — уезда Лянхэ. В китайских письменных исторических источниках их также называют «эчан». В зависимости от районов проживания называют себя также «мэнсадань», «чэньса», «ханьса» и др. Раньше их предки жили в бассейнах рек Цзиншацзян, Ланьцанцзян и Нуцзян на северо-западе провинции Юньнань.
Примерно в XIII в. после нескольких переселений ачаны постепенно осели там, где проживают по сей день. Они научились у живущих в пограничных гарнизонах ханьских военных поселенцев выращиванию риса и кузнечному делу, что ускорило разделение сельского хозяйства и ремесленного производства и способствовало развитию товарного хозяйства.
Во время династий Тан и Сун районы, населённые ачанами, находились в подчинении властей Наньчжао и Дали, а во время правления династий Мин и Цин управлялись вождями-наместниками, которые назначались императорским двором. До освобождения ачаны находились на этапе развития феодальной экономики, наместники в основном принадлежали к национальности дай, а большую часть землевладельцев составляли ханьцы.

## Занятия
В XV веке уже знали поливное земледелие и металлообработку. Славятся изготовлением ножей, которые известны даже в соседних странах. Женщины занимаются прядением и ткачеством, мужчины — резьбой, изготовлением украшений.

## Жильё
Дома каркасно-столбовой конструкции, на верхнем этаже живут, хранят запасы продовольствия и имущество, под ним — коровник, загон для скота.

## Одежда
Женщины носят прямозастёжную кофту с узкими рукавами, замужние — юбку, незамужние — длинные штаны, множество серебряных украшений. Мужская одежда включает куртку с застёжками посередине из некрашеной самотканой материи и длинные чёрные штаны. На голове — тюрбанообразные повязки из длинного куска чёрной или коричневой материи.

## Питание
Основу пищи составляет рис, в качестве приправы — овощи и мясо.

## Семья
Ачаны подвергались эксплуатации со стороны тайских и китайских феодалов. Сохранялись традиции сельской общины, патронимии. Семья малая, моногамная.

## Культура
В районе Лянхэ ещё сохранились анимистические верования, культ предков. Богат по жанрам песенный и танцевальный фольклор, разнообразны музыкальные инструменты.